# Trichomycterus auroguttatus
Trichomycterus auroguttatus är en fiskart som beskrevs av Costa 1992. Trichomycterus auroguttatus ingår i släktet Trichomycterus och familjen Trichomycteridae. Inga underarter finns listade i Catalogue of Life.